# Scooby Doo (film)
Scooby-Doo är en amerikansk långfilm från 2002 i regi av Raja Gosnell, med Freddie Prinze Jr., Sarah Michelle Gellar, Matthew Lillard och Linda Cardellini i rollerna. Filmen är baserad på den tecknade TV-serien med samma namn. 2004 kom uppföljaren Scooby Doo 2 – Monstren är lösa.

## Handling
I början av filmen bestämmer sig Scooby-gänget för att splittras, och alla går sin egen väg. Två år senare blir alla inbjudna till nöjesparken Kusliga ön av ägaren mr. Emile Mondavarious (Rowan Atkinson). Han berättar att ungdomarna på Kusliga ön förändras, och tror att det finns riktiga spöken på ön. Gänget bestämmer sig för att lösa det. De träffar en hel del skumma typer, och efter att ha pratat lite så märker de att alla är rädda för det stora spökslottet, en avstängd spöktågsliknande attraktion. De går dit för att leta ledtrådar, och där råkar de ut för en hel del. Shaggy (Matthew Lillard) och Scooby-Doo (röst av Neil Fanning) blir nästan uppätna av levande mat. Daphne (Sarah Michelle Gellar) blir nästan spetsad först men klarar sig precis. Senare hittar hon ett trekantigt magiskt föremål som heter "demonhjärtat". När hon tar upp det blir hon nästan inlåst men sticker i sista sekunden. De hittar en mystisk filmstudio mitt i spöktåget. Fred (Freddie Prinze Jr. och Velma (Linda Cardellini) tittar på en mystisk film. De tror att någon hjärntvättar ungdomarna. När de kommer ut har de en massa ledtrådar. De har tre misstänkta: N'Goo Tauna (Sam Greco), Voodoo-mannen (Miguel A. Nuñez Jr.) och mr. Mondavarius.

## Skådespelare
- Freddie Prinze Jr. – Fred Jones
- Sarah Michelle Gellar – Daphne Blake
- Matthew Lillard – Shaggy Rogers
- Linda Cardellini – Velma Dinkley
- Neil Fanning – Scooby-Doo (röst)
- Rowan Atkinson – Emile Mondavarious
- Miguel A. Nuñez Jr. – Voodoo-mannen
- Isla Fisher – Mary Jane
- Sam Greco – N'Goo Tauna
- Steven Grives – Zarkos
- Scott Innes – Scrappy-Doo (röst)
- J. P. Manoux – Scrappy-Rex (röst)
- Nicholas Hope – Gamle Smithers

## Svenska röster
- Peter Persson – Fred Jones
- Elin Abelin – Daphne Blake
- Bobo Eriksson – Shaggy Rogers
- Helena Thornqvist – Velma Dinkley
- Stefan Frelander – Scooby-Doo
- Jan Modin – Emile Mondavarious
- Håkan Mohede – Voodoo-mannen
- Jonna Hellgren – Mary Jane
- Dan Bratt – N'Goo Tauna
- Kenneth Milldoff – Zarkos
- Håkan Mohede – Scrappy-Doo
- Håkan Mohede – Scrappy-Rex
- Kenneth Milldoff – Gamle Smithers

## Övriga röster
- Thomas Engelbrektson
- Dan Bratt
- Kenneth Milldoff
- Rahel Yebio
- Elin Abelin